# Andrena scotica
Andrena scotica (auch Schottische Erdbiene genannt) ist eine kommunale Wildbiene aus der Familie der Sandbienen.

## Merkmale
Die Tiere weisen einen signifikanten Geschlechtsdimorphismus auf, wie es bei Bienen meistens der Fall ist.

### Weibchen
Die Weibchen sind mit 12–14 mm etwa so groß wie Honigbienen. Sie sind auch ähnlich gefärbt wie Honigbienen. Sie haben am ganzen Körper braune Behaarung. Der Hinterleib ist mäßig stark behaart und hat schwach ausgeprägte helle Binden an den Tergithinterrändern. Die Beine sind allgemein dunkel, jedoch ist die bauchseitige Hälfte der Hinterbeine (Scopae) hell, oft fast weiß. 

### Männchen
Die Männchen sind mit 11–13 mm nur wenig kleiner als die Weibchen, sie sind aber deutlich schlanker. Sie sind hellbraun behaart und ihre Mandibeln leicht verlängert. Ihr dunkler schlanker Hinterleib ist insbesondere an der hinteren Hälfte nur schütter behaart.

### Ähnliche Arten
- Weibchen ähneln mehreren anderen bräunlichen, mittelgroßen Arten, insbesondere A. trimmerana und A. rosaea. Viele andere Verwechslungskandidaten haben anders gefärbte Scopae. Einige der ähnlichen Arten haben auch rötliche Zeichnungselemente am Hinterleib, die bei A. scotica nicht vorkommen.
- Die Männchen ähneln mehreren anderen Sandbienenmännchen sehr. Für eine sichere Bestimmung sind detaillierte Betrachtungen nötig – dies gilt für beide Geschlechter.

## Vorkommen
Die Tiere kommen vor allem in West- und Mitteleuropa vor. Im Norden reicht ihre Verbreitung bis Finnland, im Süden bis Italien. Im Osten kommen sie wohl bis etwa an den Ural und den Nordiran vor. In Deutschland ist sie in den meisten Gegenden die häufigste unter den ähnlichen braunen mittelgroßen Sandbienen.

## Lebensweise
Andrena scotica bildet eine Generation pro Jahr (univoltin) und fliegt von etwa April bis Juni. Die Männchen erscheinen und vergehen etwas früher als die Weibchen. Sie sind polylektisch, besuchen also viele verschiedene Pflanzenarten. Ihre Nester legen sie im Boden an, gerne auch unter festen Strukturen wie Steinen, gelegentlich auch solchen an Gebäuden. Die Tiere leben oft kommunal: mehrere nicht notwendigerweise verwandte Weibchen leben im selben Nest und graben hier eigene Kammern für ihre Brut. Die Größe solcher kommunalen Nester kann unter günstigen Bedingungen hunderte Tiere umfassen. Im Frühjahr, wenn die Tiere schlüpfen, paaren sich viele Männchen schon im Nest mit den etwas später schlüpfenden Weibchen.

### Parasiten
Nomada flava und Nomada marshamella sind Brutparasiten bei Andrena scotica. Satellitenfliegen aus der Gattung Leucophora kommen ebenfalls als Parasit an den Nestern in Frage. Andrena scotica werden auch von Fächerflüglern aus der Gattung Stylops befallen.

## Taxonomie
Die Biene wird auch Andrena carantonica (Pérez 1902) genannt. Dieser Name ist sehr verbreitet und wird auch noch in aktuellen Veröffentlichungen verwendet. Er ist jedoch ungültig, da das Typusexemplar dazu fehl bestimmt wurde. In der Tat handelt es sich bei Pérez’ Exemplar wohl um die sehr ähnliche bivoltine A. trimmerana. A. carantonica gilt jetzt als Nomen dubium. Andrena jacobi Perkins, 1921 ist ein Synonym von A. scotica.
Ein weiterer recht verbreiteter Name ist A. sabulosa (Scopoli 1763). Das durch Scopoli beschriebene Exemplar ist verloren und die Beschreibung nicht eindeutig genug, um die Art zu erkennen. Es handelt sich um ein Nomen dubium.